# Caixa Econômica Federal
Caixa Econômica Federal, Кайша Економіка Федерал – бразильський державний ощадний банк. В основному спеціалізується на прийомі ощадних вкладів та іпотечному кредитуванні, також має монополію на проведення федеральних лотерей та на мережу ломбардів. Входить до сотні найбільших банків світу.

## Історія
Перший ощадний банк у Бразилії заснований у Ріо-де-Жанейро 12 січня 1861 указом імператора Педру II під назвою Caixa Económica e Monte de Socorro. Банк створений для прийому ощадних вкладів та видачі позичок під заставу, переважно орієнтуючись на малозабезпечені верстви населення та нижній середній клас.
З 1931 почав видавати іпотечні кредити.
У 1934 банк отримав монополію на діяльність ломбардів, а в 1961 — на організацію федеральних лотерей.
У 1970 21 регіональний ощадний банк об'єднано в Caixa Econômica Federal.
У 1986 банку передані активи збанкрутілого іпотечного банку Banco Nacional de Habitação.
У 2001 проведено програму рефінансування державних банків Бразилії для приведення їх до нормативів базельських угод, зокрема Caixa Econômica Federal отримав від уряду 86,7 млрд реалів, також було модернізовано систему управління банком, а прострочені кредити продано спеціально створеному федеральному агентству.

## Діяльність
Діяльність здійснює через дочірні структури CAIXAPAR, CAIXA Seguridade (управління активами та операції з цінними паперами), CAIXA Loterias (організація лотерей) та CAIXA Cartões (випуск банківських карток ). Мережа банку налічує 4 200 відділень, 28 200 банкоматів та 22 000 лотерейних кіосків. Обслуговує 143,8 млн. приватних рахунків і 2 млн. корпоративних. Активи під управлінням становлять 2,55 трлн. реалів ($490 млрд). З 1 450 000 000 000 реалів активів на кінець 2020 787 млрд склали видані кредити (з них майже дві третини іпотечні, ще 20% склали кредити під комерційну нерухомість), також є власником близько 10% держоблігацій. Ухвалені депозити склали 619 млрд реалів.
Банком на 2020 випущено 209 млн банківських карток, за ними оброблено 3,88 млрд транзакцій на суму 308 млрд реалів.
Виручка від організації лотерей склала в 2020 становила 17,1 млрд реалів, з них 5,8 млрд було виплачено у вигляді виграшів та призів, 8 млрд направлено федеральному уряду на соціальні програми, решту склали організаційні витрати.